# Def Leppard
Def Leppard là một ban nhạc hard rock được thành lập năm 1977 tại Sheffield nước Anh, là thành viên của phong trào New Wave of British Heavy Metal. Nhờ hai album kinh điển là Pyromania ra đời năm 1983 và Hysteria ra đời năm 1987 mà Def Leppard trở thành một trong những ban nhạc rock ăn khách nhất thập niên 1980.

## Âm nhạc
Nhạc Def Leppard chơi pha trộn giữa các thể loại hard rock, glam rock, Album Oriented Rock, và heavy metal. Ban nhạc này thường được gắn với phong trào pop metal của thập niên 1980 dù đúng ra loại nhạc của họ thuộc phong trào New Wave of British Heavy Metal thịnh hành trong thập niên 1970.

## Lịch sử

### Những năm đầu tiên 1977-1979
Rick Savage (bass), Pete Willis (ghita) và Tony Kenning (trống) đã lập nên ban nhạc (với cái tên gốc là "Atomic Mass") ở Sheffield năm 1977. Joe Elliott trong một lần gặp Willis sau đó đã tới ban nhạc chơi thử vai ghita. Nhưng buổi tử đã đi đến quyết định là anh hợp với vai ca sĩ chính hơn.
Ngay sau đó họ lấy tên ban là "Deaf Leopard" mà Elliot đã nghĩ ra ở trường học. Tony Kenning đề nghị đổi một chút từ Deaf Leopard thành Def Leppard để tránh bị so sánh với những ban nhạc punk. Cũng có thể cái tên này đặt theo kiểu tên của ban Led Zeppelin.
Trong khi hoàn thiện cách chơi nhạc của nhóm trong một nhà máy làm muỗng họ đã nhận thêm một cây ghita nữa là Steve Clark vào tháng 1 năm 1978. Kenning đột nhiên rời nhóm trước khi họ thu âm ba bài hát EP cuối năm 1978. Frank Noon thế chỗ Kenning trong cái sau này được gọi là Def Leppard EP.
Lượng bán ra của EP tăng lên nhanh chóng sau khi DJ trứ danh John Peel của đài phát thanh BBC nhận xét tổng quát về bài hát "Getcha Rocks Off" là bài hát hay nhất của thể loại punk rock và nhạc new wave. Tay tống 15 tuổi Rick Allen bắt đầu dành toàn bộ thời gian cho nhóm vào tháng 11 năm 1978.
Suốt năm 1979 nhóm chiếm được sự trung thành của người hâm mộ hard rock/heavy metal tại Anh và được xem là nhóm dẫn đầu của nhạc New Wave of Heavy Metal tại Anh quốc. Sự nổi tiếng tăng lên đã dẫn đến kết quả một thỏa thuận với nhãn Phonogram/Vertigo thuộc hãng đĩa Mercury tại Hoa Kỳ.

### Thành công vang dội 1980-1983
Album đầu tiên của Def Leppard tựa là "On through the night" phát hành ngày 14 tháng 3 năm 1980. Dù lọt vào Top 15 tại Anh nhưng nhiều người hâm mộ đã thôi không ủng hộ nhóm do cái cách không hay của nhóm cứ gắng sức lôi kéo thính giả Mỹ. Bằng chứng là một bài hát trong album lấy tên "Hello America", còn nhóm thì đi lưu diễn tại Hoa Kỳ nhiều hơn tại Anh. Thái độ phản đối lên đến cực điểm tại lễ hội Reading trong tháng tám khi khán giả ném rác vào ban nhạc trong lúc họ đang diễn.
Nhìn lại lúc đó có thể thấy sự thống đối này không hợp lý. Vì ban nhạc chỉ tận dụng cơ hội mà hầu hết những nhóm rock trẻ tại Anh Quốc lúc ấy không có được. Nhưng sự đỗ vỡ đã xảy ra và phải mất một thời gian Def Leppard mới chiếm lại cảm tình của người hâm mộ quê nhà.